# Макола, Беатриче
Беатри́че Ма́кола (итал. Béatrice Macola; 2 декабря 1965, Верона, область Венеция, Италия — 13 декабря 2001, Рим, Лацио, Италия) — итальянская актриса. 

## Биография
Родилась в Вероне в семье аристократов. Несмотря на недовольство отца, настаивавшего на бухгалтерском образовании для дочери, подалась в актрисы. После первых успехов на театральной сцене Беатриче стала получать предложения и из  кино. Она  сыграла заметные роли в картинах Шаброля, Моничелли и Перелли, а наиболее заметной стала её роль возлюбленной Оскара Шиндлера в фильме Стивена Спилберга «Список Шиндлера».
Сыграла агента спецслужбы в телесериале «Спрут 6».

### Смерть
3 декабря 2001 года, на следующий день после своего 36-летия, Беатриче перенесла инсульт и впала в кому. 10 дней спустя, не выходя из комы, Макола скончалась.